# 114.º Batallón de Aspirante de Vuelo
El 114.º Batallón de Aspirantes de Vuelo (114. Fluganwärter-Bataillon) fue un Batallón de aspirantes de la Luftwaffe durante la Segunda Guerra Mundial.

## Historia
Formado en 1941 en Zwölfaxing. En 1943(?) fue disuelto.